# 17995 Джолінефен
17995 Джолінефен (17995 Jolinefan) — астероїд головного поясу, відкритий 12 травня 1999 року.
Тіссеранів параметр щодо Юпітера — 3,592.